# ’Masechele Caroline Ntšeliseng Khaketla
’Masechele Caroline Ntšeliseng Khaketla ⓘ (* 1918 in Berea, Basutoland, heute Lesotho; † 13. August 2012 in Maseru; geboren als ’Masechele Caroline Ntšeliseng Ramolahloaneⓘ) war eine lesothische Schriftstellerin und Lehrerin. Sie schrieb ihre Werke auf Sesotho.

## Leben
’Masechele Caroline Ntšeliseng Ramolahloane wurde als dritte Tochter von Luka und ’Maphilip Ramolahloane im Ort Berea im heutigen Berea-Distrikt geboren. Sie besuchte Primarschulen in Liphiring und Siloe. 1933 bis 1935 ging sie in Morija zur Schule und erwarb als erste Mosotho-Frau das Junior Certificate.  Anschließend besuchte sie das Fort Hare University College und war 1941 die erste Mosotho-Frau, die einen Bachelor of Arts – im Fach Erziehungswissenschaften – erwarb. Sie war am Lovedale Missionary Institute als practice teacher beschäftigt, bevor sie an der Thabana Morena Girls School in Morija unterrichtete. Von dort kam sie als Lehrerin an das Morija Training College, wo sie ihren späteren Ehemann Bennett Makolo Khaketla kennenlernte. 1946 heirateten sie. Beide unterrichteten an der Basutoland High School (heute Lesotho High School) in Maseru – kurzzeitig auch am St. Catherine’s College –, bis ihr Mann aus politischen Gründen von den Kolonialbehörden entlassen wurde, so dass sie 1950 nach Nigel umzogen. 1953 kehrten sie nach Basutoland zurück, wo ihr Mann eine politische Karriere begann (Basutoland African Congress, Basutoland Congress Party, Marematlou Freedom Party). ’Masechele Khaketla unterrichtete erneut an der Basutoland High School, unter anderem den späteren König Letsie III. 1979 war sie die erste Mosotho-Frau als Assessor im High Court. Sie baute ab 1960 die Primarschule Iketsetseng (Sesotho für „Der Ort, wo man es selber macht“) auf, die unter anderem von der späteren Königin ’Mamohato besucht wurde. 1992 gab Khaketla die Leitung der Schule ab.
Khaketla veröffentlichte zwölf Bücher, darunter Gedichtsammlungen. In ihrem Dramen thematisierte sie soziale Probleme, darunter familiäre Zustände. Mosali eo o ’neileng eena (deutsch etwa: „Die Frau, die du mir gabst“) handelt von einem angehenden Geistlichen, der aus dem Zweiten Weltkrieg nach Basutoland zurückkehrt, Liebesbeziehungen eingeht und schließlich dem Klerus angehört.
Khaketla engagierte sich für die anglikanische Kirche. Sie hatte sechs Kinder, darunter die Mathematikerin, langjährige Senatorin und Finanzministerin 'Mamphono Khaketla (* 1960). ’Masechele Khaketla starb an Nierenversagen und wurde in Kokobela im Distrikt Maseru beerdigt.

## Auszeichnungen
Khaketla war die erste Mosotho überhaupt, die mit einer Ehrendoktorwürde in Literatur – 1983 an der National University of Lesotho – ausgezeichnet wurde. 1997 erhielt sie den Gold Record of Achievement des American Biographical Institute. 2001 verlieh ihr die University of Fort Hare eine weitere Ehrendoktorwürde.

## Werke
- 1954: Mosali eo o ’neileng eena. Drama.
- 1963: ’Mantsopa le molamu oa Kotjane. Gedichte.
- 1976: Pelo ea monna.
- 1976: Ka u lotha.
- 1977: Mahlopha-a-senya.
- 1977: Ho isa lefung.
- 1978: Molekane ea tsoanang le eena.
- 1990: Mosiuoa Masilo. Kurzgeschichten.
- 1993: Molamu oa kotjane. Gedichte.
- 1996: Selibelo sa nkhono.
- 1998: Khotsoaneng.
- 2002: Maoelana a hlompho. Gedichte.